# Ляси (зупинний пункт)
Ляси (біл. Лясы) — зупинний пункт Берестейського відділення Білоруської залізниці в Пружанському районі Берестейської області. Розташований за 1,3 км на південний захід від села Соснівка; на лінії Барановичі-Центральні — Берестя-Центральний, поміж зупинним пунктом Прилуччине і станцією Тевлі.